# Hulikavi, Belgaum
Hulikavi là một làng thuộc tehsil Belgaum, huyện Belgaum, bang Karnataka, Ấn Độ.